# Culik
Culik is een bestuurslaag in het regentschap Karangasem van de provincie Bali, Indonesië. Culik telt 3212 inwoners (volkstelling 2010).